# Diplusodon incanus
Diplusodon incanus là một loài thực vật có hoa trong họ Lythraceae. Loài này được Gardner & Fielding mô tả khoa học đầu tiên năm 1843.